# Nicholas Chumachenco
Nicholas Chumachenco   (Cracòvia, 27 de març de 1944 - Schallstadt, 12 de desembre de 2020) fou un violinista rus nascut a Polònia.
Nicolás Chumachenco va créixer i va començar la seva formació musical a l'Argentina. Va deixar l'Argentina per perfeccionar els estudis de violí als EUA amb el llegendari Jascha Heifetz a la Universitat del Sud de Califòrnia i amb Efrem Zimbalist al "Curtis Institute of Philadephia". Va ser el guanyador del prestigiós concurs Txaikovski a Moscou i de la reina Isabel a Brussel·les.
Nicolás Chumachenco va començar llavors una carrera brillant que el va portar a actuar a les principals sales de concerts de tot Europa. De seguida, grans directors del moment el van convidar com a solista a interpretar les obres mestres del repertori del concert. Entre ells, Wolfgang Sawallisch, Zubin Mehta, Ferdinand Leitner, Václav Smetáček, Peter Maag o Rudolf Kempe, entre d'altres, així com Yehudi Menuhin, amb qui col·laborà regularment al "Festival Gstaad" que ara té el nom del reconegut violinista.
Al mateix temps, Chumachenco va treballar la música de cambra en diferents estils: violí en solitari, incloses interpretacions de recitals i enregistraments de les dues obres mestres del seu repertori: Les Sonates i Partites de J.S. Bach i els Capricis de Paganini. Va participar com a primer violí al "Kammerquartett" de Zuric, amb qui ha ofert nombrosos concerts a Europa i Amèrica. Chumachenco fou director i solista de l'Orquestra de Cambra Reina Sofía de Madrid des del 1990.
Chumachenco va ser durant molts anys professor de violí a la "Musikhochschule" de Friburg (Alemanya). També oferia classes magistrals al Conservatori d'Aragó. Entre els seus alumnes s'hi comptaven Linus Roth i l'israelià Erez Ofer.